# Volkan Arslan
Volkan Arslan (Hannover, 1978. augusztus 29. –) német születésű török labdarúgó-középpályás.